# 야마토타카다시
야마토타카다시(일본어: 大和高田市)는 일본 나라현 중서부에 있는 시이다.
주와·가쓰라기 지역의 핵심 도시이며 나라현에서 가장 인구 밀도가 높다. 최근에는 인구 감소가 계속되고 있어 인접하는 가시바시에 추월당했지만 주간인구는 여전히 많아 핵심 도시의 성격을 나타내고 있다.

## 지리
나라 분지 중서부의 일부분을 차지해 좁은 시내의 대부분은 평탄하고 서북부는 마미 구릉의 남단부가 된다.
가쓰라기강과 다카다강이 남북으로 흐른다. 또 북동부 가시하라시와의 경계 부근에는 소카강이, 북서부에는 가쓰게강이 흐른다. 다카다강은 과거에는 현재의 유로보다 동쪽에서 흘렀지만 수해 때문에 1932년부터 유로 변경 공사가 개시되어 현재의 유로가 되었다. 이 매립된 옛 물길은 도로로 사용되어 현재의 국도 166호선 및 지방도 야마토타카다이카루가선이 되어 있고 길가의 지명이나 유물에서 그 흔적을 찾을 수 있다.
여름은 덥고 습하며 겨울은 춥다. 분지성 기후이다.

### 인접하는 자치체
- 가시하라시
- 고세시
- 가시바시
- 가쓰라기시
- 기타카쓰라기군 고료정

## 역사
구석기 시대 이래로 사람이 살기 시작했고 고대부터 비옥한 나라 분지에서 농사가 시작되었다. 도시 북서부에서는 5세기 무렵부터 고분이 건설되었다. 중세 시대에는 지역 사무라이 가문이 지배하였으나 다카다의 영주들은 1580년대에 강력한 오다 노부나가의 가신들에 의해 붕괴되었다. 현대 초기에 도시 지역은 크고 중요한 불교 사원의 지역 시장으로 발전했다.
서구 문명이 일본에 도입되면서 19세기 말에 현대적인 방적 공장이 이곳에 세워졌고, 이후 도시는 현대적인 방적 산업의 중심지가 되었다. 제2차 세계 대전 이후 다카다정은 1948년에 시로 승격하였고 이후 개칭해 야마토타카다시가 되었다.

## 교통

### 철도
- 서일본 여객철도
  - 와카야마선
    - (← 가시바시 JR 고이도역) - 가나하시역 - (가쓰라기시 야마토신조역 →)

  - 사쿠라이선
    - (← 가시하라시 가나하시역) - 다카다역

- 긴키 닛폰 철도
  - 오사카선
    - (← 가시바시 고이도역) - 쓰키야마역 - 야마토타카다역 - 마쓰즈카역 - (가시하라시 마스가역 →)

  - 미나미오사카선
    - (← 가쓰라기시 샤쿠도역) - 다카다시역 - 우키아나역 - (가시하라시 보조역 →)

### 도로
- 게이나와 자동차도(일본어판)
- 국도 제24호선
- 국도 제165호선 (일본)(일본어판)
- 국도 제166호선 (일본)(일본어판)
- 국도 제168호선